# The Fair Co-Ed
The Fair Co-Ed é um filme mudo estadunidense de 1927, um drama dirigido por Sam Wood.